# Carebara brasiliana
Carebara brasiliana é uma espécie de inseto do gênero Carebara, pertencente à família Formicidae.